# Pietro Dutto
Pietro Dutto (ur. 18 lutego 1989 w Cuneo) – włoski biathlonista, brązowy medalista mistrzostw świata juniorów w biathlonie z 2008 z Ruhpolding w sztafecie.

## Mistrzostwa świata juniorów
| 2008 Ruhpolding (Niemcy) | 17. miejsce (IN), 14. miejsce (SP), 11. miejsce (PU), 3. miejsce (RL)  |
| 2009 Canmore (Kanada)    | 14. miejsce (IN), 35. miejsce (SP), 25. miejsce (PU)                   |
| 2010 Torsby (Szwecja)    | 35. miejsce (IN), 29. miejsce (SP), 27. miejsce (PU), 10. miejsce (RL) |

## Mistrzostwa Europy
| 2008 Nové Město na Moravě (Czechy) | 45. miejsce (IN), 33. miejsce (SP), DNS (PU), 12. miejsce (RL)         |
| 2011 Ridnaun (Włochy)              | 26. miejsce (IN), 18. miejsce (SP), 15. miejsce (PU), 7. miejsce (RL)  |
| 2011 Martell (Włochy)              | 8. miejsce (SP), 4. miejsce (PU)                                       |
| 2012 Osrblie (Słowacja)            | 19. miejsce (IN), 42. miejsce (SP), 36. miejsce (PU), 10. miejsce (RL) |